# Bướm bạc một hoa
Aphaenandra uniflora, tên gọi phổ thông bướm bạc một hoa, là một loài thực vật có hoa trong họ Thiến thảo. Loài này được (Wall. ex G.Don) Bremek. mô tả khoa học đầu tiên năm 1937.